# Atletismo nos Jogos Olímpicos de Verão de 1952 - Salto triplo masculino
O evento do triplo salto (português europeu) ou salto triplo (português brasileiro) masculino do Atletismo nos Jogos Olímpicos de Verão de 1952 aconteceu no dia 23 de julho no Estádio Olímpico de Helsinque, na Finlândia.

## Calendário
| Data                              | Horário     | Etapa              |
| --------------------------------- | ----------- | ------------------ |
| Quarta-feira, 23 de julho de 1952 | 10:00 15:00 | Qualificação Final |

## Medalhistas
| Ouro   | BRA Adhemar da Silva   |
| Prata  | URS Leonid Shcherbakov |
| Bronze | VEN Asnoldo Devonish   |

## Recordes
Antes desta competição, os recordes mundiais e olímpicos da prova eram:
| Tipo | Atleta           | Marca   | Local          | Data                   |
| ---- | ---------------- | ------- | -------------- | ---------------------- |
|      | Adhemar da Silva | 16.01 m | Rio de Janeiro | 30 de setembro de 1951 |
|      | Naoto Tajima     | 16.00 m | Berlim         | 6 de agosto de 1936    |

## Resultados

### Eliminatórias
Qualificação: 14,45 m (Q) ou os 14 melhores qualificados (q) avançam para as finais.
| Pos. | Grupo | Atleta                | País                | 1     | 2     | 3     | Distância | Notas |
| ---- | ----- | --------------------- | ------------------- | ----- | ----- | ----- | --------- | ----- |
| 1    | A     | Adhemar da Silva      | BRA Brasil          | 15.32 | —     | —     | 15.32     | Q     |
| 2    | A     | Asnoldo Devonish      | VEN Venezuela       | 14.22 | 15.24 | —     | 15.24     | Q     |
| 3    | B     | Leonid Shcherbakov    | URS União Soviética | 15.05 | —     | —     | 15.05     | Q     |
| 4    | A     | Jim Gerhardt          | USA Estados Unidos  | 14.98 | —     | —     | 14.98     | Q     |
| 5    | A     | Reino Hiltunen        | FIN Finlândia       | X     | 14.82 | —     | 14.82     | Q     |
| 6    | A     | Yoshio Iimuro         | JPN Japão           | 14.81 | —     | —     | 14.81     | Q     |
| 7    | B     | Arne Åhman            | SWE Suécia          | 13.23 | 14.72 | —     | 14.72     | Q     |
| 8    | B     | Rune Nilsen           | NOR Noruega         | 14.65 | —     | —     | 14.65     | Q     |
| 9    | B     | Zygfryd Weinberg      | POL Polônia         | 14.46 | 14.65 | —     | 14.65     | Q     |
| 10   | B     | Geraldo de Oliveira   | BRA Brasil          | 14.64 | —     | —     | 14.64     | Q     |
| 11   | A     | Preben Larsen         | DEN Dinamarca       | 14.62 | —     | —     | 14.62     | Q     |
| 12   | B     | Tadashi Yamamoto      | JPN Japão           | 13.90 | 14.30 | 14.60 | 14.60     | Q     |
| 13   | B     | Rui Ramos             | POR Portugal        | 13.91 | X     | 14.59 | 14.59     | Q     |
| 14   | A     | Walter Ashbaugh       | USA Estados Unidos  | 14.59 | —     | —     | 14.59     | Q     |
| 14   | B     | Roger Norman          | SWE Suécia          | 14.59 | —     | —     | 14.59     | Q     |
| 16   | A     | Jacques Boulanger     | FRA França          | X     | 14.37 | 14.49 | 14.49     |       |
| 17   | B     | José da Conceição     | BRA Brasil          | 14.25 | X     | 14.46 | 14.46     |       |
| 18   | A     | Choi Yeong-gi         | KOR Coreia do Sul   | 12.11 | 14.38 | 14.44 | 14.44     |       |
| 19   | A     | Malik M'Baye          | FRA França          | 14.34 | 13.86 | 14.39 | 14.39     |       |
| 20   | A     | Keizo Hasegawa        | JPN Japão           | X     | 14.39 | 14.18 | 14.39     |       |
| 21   | B     | George Shaw           | USA Estados Unidos  | 13.64 | 14.39 | X     | 14.39     |       |
| 22   | B     | Pentti Uusihauta      | FIN Finlândia       | X     | X     | 14.38 | 14.38     |       |
| 23   | B     | Valle Rautio          | FIN Finlândia       | 14.14 | X     | X     | 14.14     |       |
| 24   | B     | Rade Radovanović      | YUG Iugoslávia      | 13.42 | X     | 14.13 | 14.13     |       |
| 25   | A     | William Laing         | GHA Costa do Ouro   | 13.89 | 14.09 | 13.95 | 14.09     |       |
| 26   | B     | Vasilios Sakellarakis | GRE Grécia          | 14.05 | 13.73 | 13.68 | 14.05     |       |
| 27   | A     | Eugénio Lopes         | POR Portugal        | 13.67 | 14.05 | 13.55 | 14.05     |       |
| 28   | A     | Stanisław Kowal       | POL Polônia         | 14.03 | X     | X     | 14.03     |       |
| 29   | A     | Willi Burgard         | SAA Sarre           | 13.47 | X     | 13.86 | 13.86     |       |
| 30   | A     | Nikola Dagorov        | BUL Bulgária        | 13.39 | 12.16 | 13.82 | 13.82     |       |
| 31   | B     | Felix Würth           | AUT Áustria         | 13.65 | X     | 13.53 | 13.65     |       |
| 32   | A     | Akin Altiok           | TUR Turquia         | 13.14 | 12.98 | 13.62 | 13.62     |       |
| 33   | A     | Walter Herssens       | BEL Bélgica         | 13.52 | 13.03 | 13.11 | 13.52     |       |
| 34   | A     | Fawzi Chaaban         | EGY Egito           | 12.85 | X     | 13.45 | 13.45     |       |
| 35   | A     | Francisco Castro      | PUR Porto Rico      | 13.35 | 13.27 | 13.37 | 13.37     |       |
| —    | A     | Vladimir Filippov     | URS União Soviética | DNS   | DNS   | DNS   | DNS       |       |
| —    | B     | Mikhail Mikhail       | GRE Grécia          | DNS   | DNS   | DNS   | DNS       |       |
| —    | B     | Neville Price         | RSA África do Sul   | DNS   | DNS   | DNS   | DNS       |       |
| —    | B     | Héctor Román          | PUR Porto Rico      | DNS   | DNS   | DNS   | DNS       |       |
| —    | B     | Kamtorn Sanidwong     | THA Tailândia       | DNS   | DNS   | DNS   | DNS       |       |
| —    | B     | Oscar Simón           | ESP Espanha         | DNS   | DNS   | DNS   | DNS       |       |

### Final
| Pos. | Atleta              | País                | 1     | 2     | 3     | 4               | 5               | 6               | Distância | Notas           |
| ---- | ------------------- | ------------------- | ----- | ----- | ----- | --------------- | --------------- | --------------- | --------- | --------------- |
| 1    | Adhemar da Silva    | BRA Brasil          | 15.95 | 16.12 | 15.54 | 16.09           | 16.22           | 16.05           | 16.22     | Recorde mundial |
| 2    | Leonid Shcherbakov  | URS União Soviética | 15.07 | 15.26 | 15.18 | 15.98           | 15.84           | X               | 15.98     |                 |
| 3    | Asnoldo Devonish    | VEN Venezuela       | 15.04 | 15.52 | —     | —               | —               | —               | 15.52     |                 |
| 4    | Walter Ashbaugh     | USA Estados Unidos  | 15.05 | 15.39 | 14.56 | 14.50           | 15.38           | X               | 15.39     |                 |
| 5    | Rune Nilsen         | NOR Noruega         | 15.13 | 14.21 | X     | 14.70           | X               | X               | 15.13     |                 |
| 6    | Yoshio Iimuro       | JPN Japão           | 14.99 | X     | X     | X               | 14.66           | 13.70           | 14.99     |                 |
| 7    | Geraldo de Oliveira | BRA Brasil          | X     | 14.95 | 12.66 | Did not advance | Did not advance | Did not advance | 14.95     |                 |
| 8    | Roger Norman        | SWE Suécia          | 14.89 | X     | 12.66 | Did not advance | Did not advance | Did not advance | 14.89     |                 |
| 9    | Reino Hiltunen      | FIN Finlândia       | 14.85 | X     | 14.40 | Did not advance | Did not advance | Did not advance | 14.85     |                 |
| 10   | Zygfryd Weinberg    | POL Polônia         | 14.76 | X     | X     | Did not advance | Did not advance | Did not advance | 14.76     |                 |
| 11   | Jim Gerhardt        | USA Estados Unidos  | 14.69 | 14.28 | 14.06 | Did not advance | Did not advance | Did not advance | 14.69     |                 |
| 12   | Rui Ramos           | POR Portugal        | 14.69 | 13.82 | 12.15 | Did not advance | Did not advance | Did not advance | 14.69     |                 |
| 13   | Preben Larsen       | DEN Dinamarca       | 14.62 | X     | 14.19 | Did not advance | Did not advance | Did not advance | 14.62     |                 |
| 14   | Tadashi Yamamoto    | JPN Japão           | X     | X     | 14.57 | Did not advance | Did not advance | Did not advance | 14.57     |                 |
| 15   | Arne Åhman          | SWE Suécia          | X     | X     | 14.05 | Did not advance | Did not advance | Did not advance | 14.05     |                 |

Legenda
| Recorde mundial      | Recorde mundial (World record)               |                       | Recorde africano                      | Recorde africano (African) |                                           | Q | Classificado por posição (Qualified) |
| Recorde olímpico     | Recorde olímpico (Olympic record)            | Recorde da América    | Recorde da América (Americas)         | q                          | Classificado por melhor tempo (Qualified) |   |                                      |
| Melhor marca do ano  | Melhor marca do ano (World leading)          | Recorde asiático      | Recorde asiático (Asian)              | DNS                        | Não largou (Did not start)                |   |                                      |
| Recorde nacional     | Recorde nacional (National record)           | Recorde europeu       | Recorde europeu (European)            | DNF                        | Não terminou (Did not finish)             |   |                                      |
| Recorde pessoal      | Recorde pessoal do atleta (Personal best)    | Recorde da Oceania    | Recorde da Oceania (Oceania)          | DSQ / DQ                   | Desclassificado (Disqualified)            |   |                                      |
| Recorde da temporada | Recorde da temporada do atleta (Season best) | Recorde sul-americano | Recorde sul-americano (South America) | NM                         | Sem marca (No mark)                       |   |                                      |